# 石山 (滋賀県)
石山（いしやま）は、滋賀県大津市の町名、地区名である。石山寺ゆかりの地として有名で、他に立木観音などの歴史・文化資源が豊かである。また、近江八景の一つ「石山の秋月」としても名を残す。広義には粟津以南の瀬田川より西側の、鳥居川、北大路、国分、寺辺、南郷などの、一帯の地域を指す。狭義には石山学区を指すことがあり、石山寺1-5丁目、石山寺辺町、平津1-2丁目、石山平津町、大平1-2丁目を指す。
この項目では、広義の「石山」一帯と、かつて存在した石山町について述べる。

## 概要
1889年（明治22年）に、外畑村、内畑村、赤尾村、南郷村、千町村、平津村、寺辺村、国分村、鳥居川村、北大路村の区域をもって、石山村が発足し、1930年（昭和5年）に町制施行によって石山町になる。その後は、1933年（昭和8年）に膳所町とともに大津市に一部となる。現行の大津市都市計画マスタープランでは、中南部地域と南部地域の両方を跨いでいる。

### 小中学校の校区
大津市立の小中学校における石山地域での学区は以下の通りである。
| 中学校       | 小学校     | 町名 |
| ------------ | ---------- | --- |
| 粟津中学校   | 晴嵐小学校 | 松原町 、栄町 、唐橋町 、鳥居川町(一部) |
| 北大路中学校 | 晴嵐小学校 | 鳥居川町（一部）、光が丘町 、田辺町 、蛍谷 、園山一丁目 、国分一丁目、国分二丁目 、北大路一丁目 、北大路二丁目                                                                                         |
| 石山中学校   | 石山小学校 | 石山寺一丁目 、石山寺二丁目 、石山寺三丁目 、石山寺四丁目 、石山寺五丁目 、石山寺辺町 、平津一丁目 、平津二丁目 、石山平津町 、大平一丁目 、大平二丁目                                                 |
| 南郷中学校   | 南郷小学校 | 千町一丁目 、千町二丁目 、千町三丁目 、千町四丁目 、南郷一丁目 、南郷二丁目 、南郷三丁目 、南郷四丁目 、南郷五丁目 、南郷六丁目 、南郷上山町 、赤尾町 、石山千町、石山内畑町 、石山外畑町 、石山南郷町 |

## 地理
- 山岳：千頭岳、伽藍山、岩間山、袴腰山
- 河川：瀬田川

## 歴史

### 古代
縄文時代から人間の居住が確認され、淡水貝塚として有名な石山貝塚が石山寺の近く存在する。また、石山での銅鐸の出土が見られ、弥生時代にも文化があったことがうかがえる。また、国分大塚古墳などの古墳などが確認されている。しかし、南部では山地に囲まれ、農耕可能な平野が少なかったので古墳時代中期ごろまで人が住みつかなかったとされる。

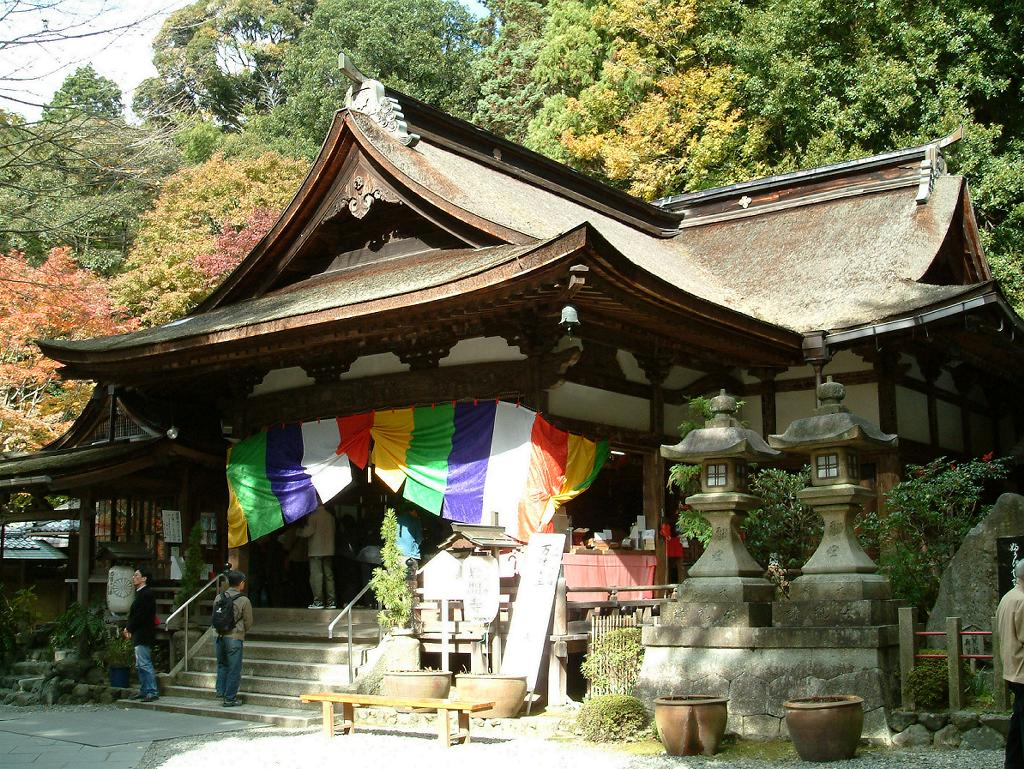
岩間寺本堂

### 寺社の創建と信仰文化
7世紀から8世紀にかけて日本の仏教信仰が盛んになり、これに伴い社寺が建立されることとなった。泰澄が722年に岩間寺を創建している。その後、745年に東大寺造営のための建設資材を集積する石山院が置かれ、これを基に良弁が石山寺が創建された。そして、815年に空海が立木観音を建立した。
平安時代に入ると貴族による石山寺への石山詣が盛んとなる。瀬田川と伽藍山による風光明媚な立地が人気を博し、さまざまな人が石山寺をめぐって文学を紡ぎだしてきたとされる。特に紫式部が源氏物語の執筆したとして、紫式部ゆかりの寺として有名である。西国三十三所観音巡礼の第13番札所として庶民にも信仰されるようになる。

### 戦乱の地
壬申の乱では瀬田の唐橋は激戦地とされ、その後も交通の要所として何度も焼失することがあった。また、瀬田川と大戸川が合流する供御瀬（くごのせ）は軍馬が渡河しやすく戦略上重要な拠点として利用され、幾度も戦乱に巻き込まれた。
なお、鳥居川町に位置する御霊神社は壬申の乱で敗れた大友皇子を祭神として祀ったものである。

### 封建時代の石山
石山寺周辺の地域は石山寺の寺領であり、近衛家に支配されることもあった。江戸時代以降は膳所藩の支配下に置かれ、藩の奨励で新田の開発が行われ、農民の数も増えていった。この頃、漁業が盛んに行われ、瀬田川の上下流や対岸どうしで相論が繰り返された。また、通船計画や洪水防止のため、1670年から付近の農民を動員して瀬田川の浚渫工事が行われている。

### 近代
1889年（明治22年）の市町村制施行により、石山地区の10ヶ村が石山村に統合され、旧村名は大字として残ることになる。
1894年（明治27年）に湖南汽船が大津 - 石山寺間に定期航路を開設した。
洪水防止として瀬田川の通水を円滑にするため浚渫工事が何度も行われてきたが、下流地域の反対が強く根本的な対策にはならなかった。1905年（明治38年）には淀川改良工事の一環として瀬田川の水量を自由に調節できる南郷洗堰が完成する。この洗堰の完成によって以後60年間は琵琶湖の水害問題から解放されたといわれる。
1903年（明治36年）に隣接する膳所村粟津に東海道本線（琵琶湖線）石山駅が開業した。この当時は運送屋、宿屋、土産品屋、飲食店などが数軒立ち並んでいたがあまり発展していなかった。
1914年（大正3年）に石山まで大津電気軌道（後の京阪石山坂本線）が延伸した。
1927年（昭和2年）に東洋レーヨン株式会社滋賀工場（現：東レ滋賀事業場）が石山に開かれる。琵琶湖由来の良質な水と、穏やかな気候風土がレーヨン工業に適していると判断されたからである。隣接する膳所村の旭人造絹糸株式会社と合わせて当時の日本のレーヨン生産高の半分を占め、膳所町粟津地域から石山にかけてはかつての農業地帯から工場街・住宅街・商店街が形成されていった。現在の石山商店街もこの時に繁栄しはじめたものである。また、大正末期から昭和初期にかけて鳥居川や北大路では人口・戸数が大幅に増加した。このことで石山村は町としての体裁が整い、「石山町」に昇格した。1931年（昭和6年）の石山町全人口の内35％が工業従事者であった。その後、1933年（昭和8年）に石山町・膳所町・大津市は解消合併し、「大大津市」が誕生した。この合併によって大津市は財政的に豊かになったとされる。
第二次世界大戦では1945年（昭和20年）7月24日に東洋レーヨン大津工場が爆撃により16名が犠牲となった。

### 現代
戦後は空襲を受けた東レが再建を目指した一方で、商店街でも古着や軍隊の放出物質、日用雑貨などを売る人の姿が見られた。その後の好景気により復興過程にあった石山商店街も活気を呈した。この石山商店街は戦後から本格的に商店の軒を連ねるようになった。1959年（昭和34年）の「商店街診断勧告書」によれば、石山商店街の客層の7割は地元の工場で働く労働者であり、それ以外は石山・田上・大石地区の農民が足を延ばす状態であった。一方でそれより南側では酪農経営や和牛飼育などが行われていた。
1946年（昭和21年）に知的障害児や孤児を収容する近江学園が南郷で開園される。1973年（昭和46年）に石部（現：湖南市）に移転するが、日本の知的障害者福祉において先駆的な施設であったとされている。
1961年（昭和36年）に瀬田川洗堰が完成した。続いて、1964年（昭和39年）には瀬田川下流の宇治市で天ケ瀬ダムが完成した。天ケ瀬ダムの完成に伴い、石山外畑町などの地区が水没するため移転を余儀なくされ、県道大津南郷宇治線の道路開通や曽束大橋の完成で外畑周辺の景観や交通は大きく変わった。
昭和30年台後半からベッドタウン化が進み、1966年（昭和41年）から1971年（昭和46年）にかけて石山団地が造成された。それに引き続く形で昭和40年台後半から南郷地域でも宅地開発が進み、人口も急増した。この人口増加に伴い1979年（昭和54年）に大津市立南郷小学校が開校している。

### 地名の由来
「石山」の地名は石山寺の境内にある硅灰石に由来する。

## 交通
石山駅は南部方面へのバス交通の結節点となっている。瀬田・大石・田上方面までも圏内に含む一大ターミナルとしての様相を持つ。

### 鉄道
- 東海道新幹線（地域内に駅は無い）
- JR西日本琵琶湖線：石山駅（位置は旧膳所町にあった）
- 京阪石山坂本線：石山寺駅 - 唐橋前駅 - 京阪石山駅（位置は旧膳所町にあった）

### 道路
- 名神高速道路（地域内にインターチェンジは無い）
- 京滋バイパス：石山IC - 南郷IC
- 国道1号（国道8号重複）
- 国道422号
- 滋賀県道2号大津能登川長浜線
- 滋賀県道3号大津南郷宇治線
- 滋賀県道102号大津湖岸線（湖岸道路）
- 滋賀県道104号石山停車場線
- 滋賀県道106号千町石山寺辺線
- 滋賀県道108号南郷桐生草津線
- 滋賀県道782号醍醐大津線

## 関連文献
- 大平山のあゆみ編集委員『大平山の歩み』大平会、1971年3月。